# Оулуярви
О́улуя́рви (фин. Oulujärvi) — крупное озеро в центральной части Финляндии, пятое по величине озеро в стране. Является крупнейшим водоёмом региона, поэтому местные жители называют Оулуярви «морем провинции Кайнуу» (фин. Kainuun meri).

## География

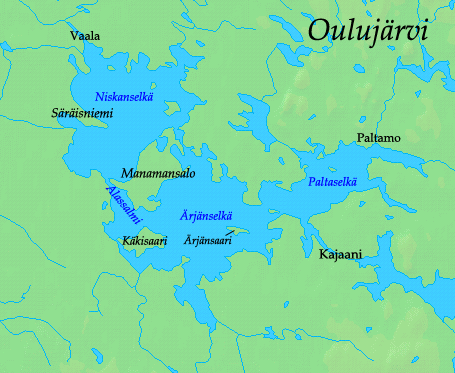
Карта Оулуярви

Оулуярви расположено в области Кайнуу. Примерно в 10 км от юго-восточного берега озера находится административный центр провинции — город Каяани, на северо-восточном берегу находится муниципалитет Палтамо, на северо-западном берегу — муниципалитет Ваала. Другие населённые пункты на берегах озера — Палтаниеми, Сяряйсниеми, Мелалахти, Вуореслахти и др.
Площадь водной поверхности — примерно 887 км² (по другим данным, площадь зеркала колеблется от 778 км² до 944 км²). Протяжённость озера с запада на восток — 54 км, с севера на юг — 29 км. Протяжённость береговой линии с островами — 1021,17 км. Средняя высота над уровнем моря — 122,7 м, объём воды — 6,7 км², средняя глубина — 7,6 м, наибольшая глубина — 35 м.
Озеро Оулуярви условно делится на три части: западная часть Нисканселькя (фин. Niskanselkä), центральная часть Эрьянселькя (фин. Ärjänselkä) и восточная часть Палтаселькя (фин. Paltaselkä). Эрьянселька и Нисканселькя являются крупнейшими озерными плесами Финляндии. В центральной части Палтаселькя имеется большое количество островов, а в его восточной части располагаются заливы Миеслахти и Йормуанлахти.

## Острова
На озере насчитывается 665 островов, самый крупный из которых — Манамансало (7507 га), пятый по величине озёрный остров в Финляндии, — расположен между Эрьянселькя и Нисканселькя. Больше всего островов расположено в Палтаселькя. В его северной части находятся острова Тевясаари (141 га), Кольйолансаари, Тоукансаари (97 га), Волосаари, Кархусаари. В Эрьянселькя находится крупный остров Кякисаари (2035 га) недалеко от устья реки Вуолийоки, в западной части располагаются Эрьянсаари (270 га) и Саунасаари. В северной части Нисканселькя находятся Куостонсаари (377 га), Каарретсало, Хонкинен, Тяхюссаари и др.

## Притоки и сток
Основной приток (87 %) осуществляется водами рек Каяанинйоки и Киехимянйоки. Также в Оулуярви впадают и мелкие реки: Варисйоки, Лейносенйоки, Конгасйоки, Миесйоки, Майнуанйоки, Вуоттойоки и Вуолийоки. Из озера вытекает крупная река Оулуйоки, впадающая в Ботнический залив Балтийского моря.

## Побережье
На озере много полуостровов и заливов, поэтому берега озера изрезанные и пологие. Восточные берега окружены сопками и покрыты хвойными лесами, на западном побережье — болота.

## Климат
Средняя годовая температура воздуха над поверхностью озера не превышает +2 °C. Среднегодовое количество осадков составляет 600 мм. В летний период среднее количество осадков в восточной части озера составляет примерно 210—220 мм, в западной части на двадцать миллиметров меньше.

## Озеро зимой
Средняя температура воды на поверхности озера в районе острова Манамансало в июне составляет 14,8 градусов, в июле — 18,4 градусов, в августе — 16,4 градусов. Ледостав длится примерно с середины ноября до середины мая, озеро замерзает целиком. Средняя максимальная толщина льда — 56 см. Северо-восточные и восточные берега озера покрываются снегом примерно в начале ноября, другие берега на пару недель позже. Осадки в виде снега выпадают в среднем 120 дней в году. Снежный покров на берегах озера колеблется от 55 до 60 см.

## Животный мир
На территории озера ежегодно встречается около 150 видов птиц (десятки представителей семейства чайковых и утиных, глухарь, рябчик, желна, осоед, серая ворона, ворон, речная и полярная крачка, турухтан и др.) Озеро служит важным местом гнездования околоводных птиц, в том числе чернозобой гагары, лебедя, ржанкообразных и чайковых. Южное побережье служит также местом сбора многих перелётных птиц этого региона (например, серого журавля).
В озере обитают около 22 видов рыб, наиболее распространённые — европейская ряпушка, окунь, обыкновенный судак, кумжа, щука, налим, обыкновенный сиг, корюшка. В реках, впадающих в озеро, встречается европейская речная жемчужница.

## Экология
В начале XX века Оулуярви интенсивно загрязнялось сточными водами, которые попадали в озеро через реку Каяанинйоки. К основным источникам загрязнения озера также относились сплав леса по озеру и деятельность целлюлозного завода Каяани (фин. Kajaanin sellutehdas) в 1910—1982 годах. Ситуация начала улучшаться в 1973 году, когда было принято решение построить очистные сооружения в Пеураниеми. Сегодня озеро постепенно очищается. В настоящее время качество воды в озере хорошее, вода чистая, насыщенность кислородом 90 % (осень 2017).

## Использование
На озере развит пеший, велосипедный и водный туризм, расположена туристическая зона Оулуярви (фин. Oulujärven retkeilyalue), включающая острова Манамансало, Юксписто, Юля-Мулкку, Каарресало, частично острова Хонкинен, Куостонсаари, Йюльхянниеми и окружающие их воды. Зимой на озере прокладываются лыжные маршруты и гоночные трассы. На берегах множество протяжённых песчаных пляжей. На территории озера можно заниматься сбором ягод и грибов, охотой и рыбалкой. Ежегодно организуется Чемпионат Европы по ловле щуки троллингом (фин. Hauenuistelun Euroopanmestaruuskilpailu).